# Łzawnikowate
Łzawnikowate (Dacrymycetaceae J. Schröt.) – rodzina grzybów z typu podstawczaków (Basidiomycota).

## Systematyka
Pozycja w klasyfikacji według Index Fungorum: Dacrymycetales, Incertae sedis, Dacrymycetes, Agaricomycotina, Basidiomycota, Fungi.
Według aktualizowanej klasyfikacji Index Fungorum bazującej na Dictionary of the Fungi do rodziny tego należą rodzaje:
- Calocera (Fr.) Fr. 1828 – pięknoróg
- Cerinosterus R.T. Moore 1987
- Dacrymyces Nees 1816 – łzawnik
- Dacryonaema Nannf. 1947
- Dacryopinax G.W. Martin 1948
- Dacryoscyphus R. Kirschner & Zhu L. Yang 2005
- Dendrodacrys J.C. Zamora, A. Savchenko, Gonz.-Cruz, Prieto-García, Olariaga & Ekman 2022
- Ditiola Fr. 1822 – łzawniczka
- Guepiniopsis Pat. 1883 – kieliszkówka
- Heterotextus Lloyd 1922

Nazwy polskie według W. Wojewody.